# L'Ultime Épreuve (roman)
Cet article concerne le roman Star Wars. Pour le jeu de rôle, voir L'Ultime Épreuve.
L'Ultime Épreuve (titre original : Crucible) est un roman de science-fiction de Troy Denning s'inscrivant dans l'univers étendu de Star Wars. Publié aux États-Unis par Del Rey Books en 2013, puis traduit en français et publié par les éditions Pocket en 2015,, il fait suite aux évènements se déroulant dans la série Le Destin des Jedi et se déroule en l'an 45 ap. BY.

## Résumé
Marvid et Craitheus Qreph, deux génies de la finance et grands entrepreneurs (suspectés d'être aussi des criminels) tombent sur un monolithe (endroit dans l'espace permettant l'accès à une sorte de monde parallèle).Les Jedi sont justement à la recherche de monolithes pareils. Construisant une base dans ce monolithe, ils signent un contrat avec Vestara Khai, l'une des dernières Sith de la galaxie, et Mirta Gev, la petite fille de Boba Fett. Rencontrant Lando Calrissian dans le cadre du rachat d'un compresseur d'astéroïdes, ils sont gênés par l'arrivée de Han Solo, de sa femme Leia Organa Solo et d'un jeune pilote de remorqueur. Lando ne pliant pas, les Qreph s'en vont bredouilles. Lando fait visiter le compresseur quand Han s'aperçoit que quelque chose ne tourne pas rond: les rayons tracteurs d'astéroïdes ont l'air arrêtés. Lando essayant de joindre l'usine pour faire évacuer s'aperçoit que son comlink est saboté. Des astéroïdes s'écrasent sur l'usine. Luke Skywalker, arrivé sur place, suspecte avec Lando que les Qrephs auraient fait saboter les rayons tracteurs. Pendant ce temps une étrange transaction se fait dans un hangar entre une certaine Savara Raine et l'assistante de Lando. Luke, persuadé que les Qreph se sont alliés avec des forces qu'ils ne maîtrisent pas, part avec Leia, Han, Ben, Tahiri et Lando à la chasse aux indices.

## Personnages
- Marvid Qreph : chef d'entreprise et criminel (Columi)
- Craitheus Qreph : chef d'entreprise et criminel (Columi)
- Lando Calrissian : chef d'entreprise (humain)
- Han Solo : capitaine du Faucon Millenium (humain)
- Leia Organa Solo : chevalier Jedi (humaine)
- Vestara Khai (dite Savara Raine) : consultante, guerrière Sith (humaine)
- Luke Skywalker : Grand Maitre Jedi (humain)
- Ben Skywalker : chevalier Jedi (humain)
- Tahiri Veila : chevalier Jedi (humaine)
- Mirta Gev : Mandalorienne (humaine)
- Dena Yus : assistante de Lando Calrissian chef de raffinerie (biot femelle)
- Omad Kaeg : capitaine de remorqueur d'astéroïdes(humain)
- R2-D2 : droïde astromechano
- C3-PO : droïde protocolaire